# Sahlene

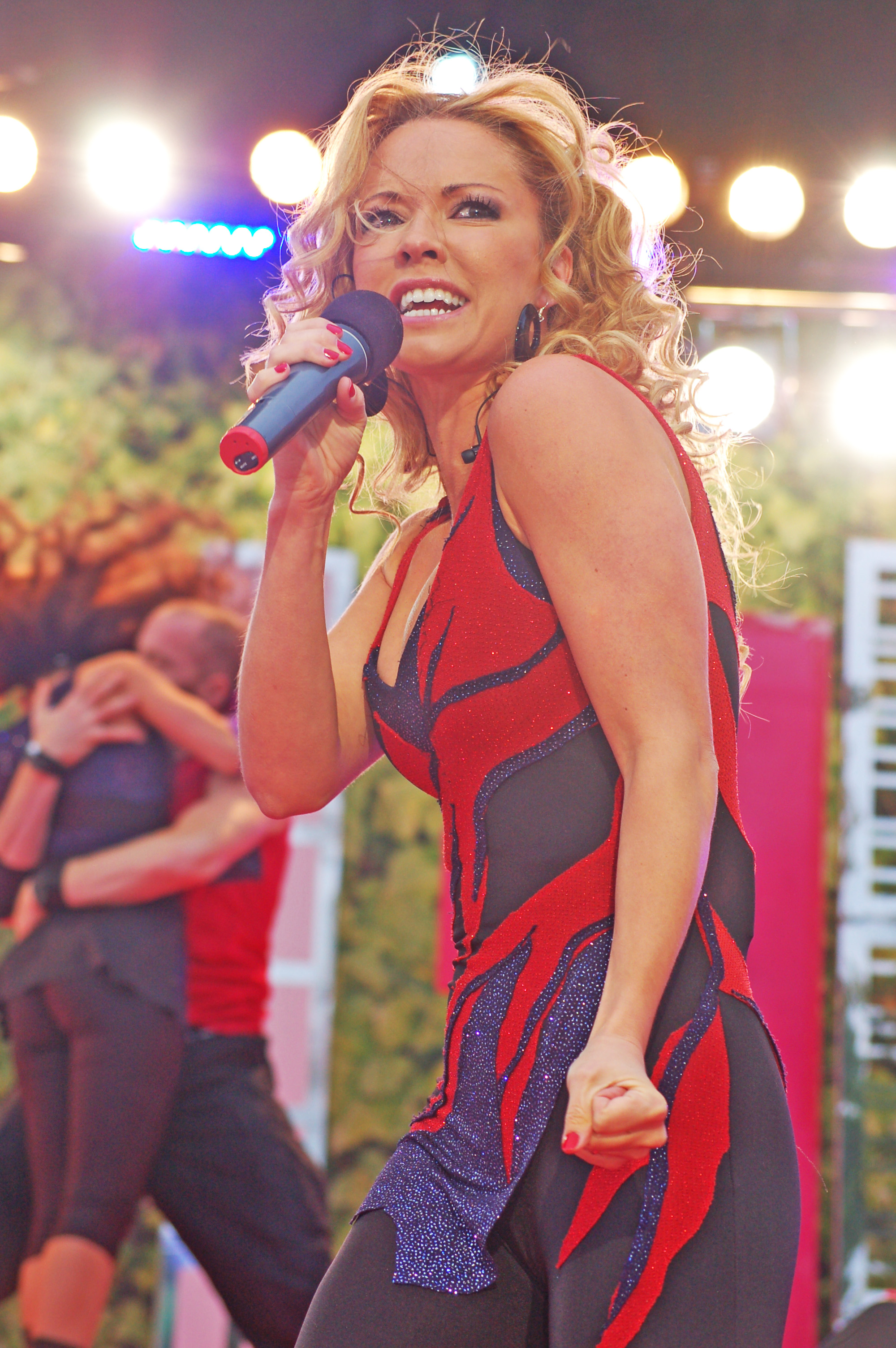
Sahlene (2008)

Anna Cecilia Sahlin, conhecida como Anna Sahlene ou simplesmente como Sahlene (n. Söderhamn (Suécia), 11 de maio de 1976), é uma cantora pop sueca.
Começou a sua carreira artística aos 10 anos (1986), quando participou no filme do seu país natal "Alla vi barn i Bullerbyn" ("As crianças de Bullerbyn") adaptada no ano seguinte a uma série televisiva homónima e nesse mesmo ano participaria na série  "Mer om oss barn i Bullerbyn" ("Mais sobre as crianças de Bullerbyn"), séries baseadas em histórias de Astrid Lindgren. Sete anos mais tarde, partiu para Estocolmo para começar uma carreira musical no seio do grupo "Rhythm Avenue". Em 1998, abandonou essa banda e faz de corista para artistas como Eric Gadd, Carola ou Robyn. Em 1999, faz parte do coro que acompanhou a vencedora do Festival Eurovisão da Canção 1999 Charlotte Perrelli. Em Festival Eurovisão da Canção 2000 que se realizou no seu país natal, fez parte do coro da cantora de Malta Claudette Pace. Nesse ano, Sahlene lançou o seu primeiro single "The Little Voice" com o qual obtém grande êxito na Escandinávia e mais tarde seria versionada por Hilary Duff. Sahlene estava preparando-se para lançar o seu primeiro álbum e já havia mesmo gravado os de The Little Voice, Fifth Element, e Fishies. Infelizmente, para a cantora, o disco nunca foi lançado, porque a Roadrunner Arcade Music (gravadora da cantora), entrou em bancarrota. Mas este contratempo não foi o fim para Sahlene.

## Festival Eurovisão da Canção 2002
Em 2002, a cantora estónia Ines decidiu à última hora que não queria cantar ao tema Runaway na pré-seleção do seu país para o Festival Eurovisão da Canção 2002 e ofereceu a Sahlene a oportunidade e substituí-la. proposta que ela aceitou. Ganhou a  Eurolaul e assim uma cantora sueca representaria a Estónia no Festival Eurovisão da Canção 2002 em Tallinn, capital da Estónia, onde terminaria num honroso terceiro lugar. A canção "Runaway" foi um grande êxito nos países bálticos, escandinavos e chegou a ser ouvida em países como a Suíça ou França.

## Anos seguintes
Sahlene participou no Melodifestivalen 2003 com a canção "We're Unbreakable" , onde surpreendentemente   terminou em quinto lugar numa eliminatória, ficando a sua canção eliminada da segunda ronda e sem possibliidades de ser repescada para a final. Apesar disso, a sua canção "We're Unbreakable" foi um enorme sucesso em toda a Escandinávia e outros países como a Alemanha, República Checa e outros. Posteriormente lançou mais dois álbuns.

## Discografía

### Álbuns
- The Little Voice (2000) -cancelado devido à falência da gravadora/editora
- It's Been A While (2003)
- Photograph (2005)

### Singles
- The Little Voice (2000)
- House (2001)
- Fishies (2001)
- Runaway (2002)
- We're Unbreakable (2003)
- No Ordinary Girl (2003)
- Creeps (2005)
- You Can Shine (2005)
- Photograph (2005)
- This Woman (2006)